# Источнобосански дијалекат
Источнобосански дијалекат је један од штокавских дијалеката јекавског изговора. Спада у западноштокавске дијалекте, а распрострањен је у централним деловима Босне и Херцеговине. Говоре га претежно Бошњаци, а делом и Срби и Хрвати.